# Aldo Nova
Aldo Nova — первый альбом канадского рок-музыканта Альдо Новы, вышедший на лейбле Portrait Records в 1982 году.

## Информация
Запись альбома проходила в 1981 году, к июлю он уже был готов. Нова написал все песни и их аранжировки, исполнил большинство вокальных и инструментальных партий и спродюсировал альбом самостоятельно.
Составленный из композиций как в стилистике тяжёлого рока, так и баллад, альбом в феврале 1982 года дебютировал на 30-м месте в чарте рок-альбомов, а затем достиг 8-го места основного чарта и провёл в нём 50 недель, став самым успешным на тот момент для фирмы «Portrait». Альбом сопровождали синглы «Fantasy», «Ball and Chain» и «Foolin' Yourself», песня «Fantasy» заняла 23-е место в чарте синглов. «Fantasy» остаётся единственным синглом Новы, попавшим в американский Top-40. Став золотым в США уже в мае, к концу 1982 года диск стал дважды платиновым в Канаде, достигнув аналогичной американской сертификации 12 лет спустя, в декабре 1994 года. Коммерческий успех дебютного альбома позволил Нове сделать следующий диск Subject более свободным и сложным в музыкальном плане.
В положительной рецензии «All Music Guide» Брет Адамс назвал альбом второстепенной классикой рока 80-х годов, отметив значительный вклад Новы в развитие такого жанра как поп-метал. Отличительными чертами альбома, по его словам, стали цепляющие (особенно в припевах песен) мелодии, взрывные гитарные проигрыши и громкие барабаны — все эти компоненты вскоре принесли успех группам Bon Jovi, Def Leppard, Night Ranger и многим другим. Помимо гитарной игры Новы, Адамс выделяет его применение клавишных инструментов. В отрицательном отзыве журнала «Rolling Stone» критик Дж. Д. Консидайн, охарактеризовав стиль диска как «хард-поп», отметил хорошие результаты микширования, но посчитал песни предсказуемыми и наполненными хард-роковыми клише, гитарные соло скучными, а тонкий и слабый голос Новы плохо соответствующим громкому звуку альбома.

## Список композиций
Слова и музыка всех песен — Альдо Новы.
| №  | Название         | Длительность |
| -- | ---------------- | ------------ |
| 1. | «Fantasy»        | 5:05         |
| 2. | «Hot Love»       | 3:54         |
| 3. | «It's Too Late»  | 3:23         |
| 4. | «Ball and Chain» | 4:01         |
| 5. | «Heart to Heart» | 3:42         |

| №                   | Название                | Длительность |
| ------------------- | ----------------------- | ------------ |
| 6.                  | «Foolin' Yourself»      | 3:35         |
| 7.                  | «Under the Gun»         | 3:47         |
| 8.                  | «You're My Love»        | 3:33         |
| 9.                  | «Can't Stop Lovin' You» | 3:57         |
| 10.                 | «See the Light»         | 3:56         |
| Общая длительность: | Общая длительность:     | 37:47        |

| №   | Название                        | Длительность |
| --- | ------------------------------- | ------------ |
| 11. | «Foolin' Yourself» (демоверсия) | 4:08         |

## Участники записи
- Альдо Нова — вокал, гитары, бас-гитара, клавишные инструменты
- Деннис Чартранд — фортепиано
- Мишель Пело, Роберто Бьяджони — бас-гитара
- Майкл Лачапелл, Терри Мартел — ударные, перкуссия
- Даниэл Барб, Дуайт Драк — подпевки